# Vignoble de Californie
Le vignoble de Californie définit une région viticole américaine qui fournit du vin élaboré dans l'État américain de Californie, qui, avec celui du Nouveau-Mexique, assure une grande partie de la production de vin américaine. Ces régions viticoles américaines sont des exemples de viticulture de longue date dans le vin du Nouveau Monde. La production de vin en Californie est d'un tiers supérieure à celle de l'Australie. Si la Californie était un pays distinct, elle serait le quatrième producteur de vin au monde. 
L'histoire viticole de l'État remonte au XVIIIe siècle lorsque les missionnaires espagnols ont planté les premiers vignobles pour produire du vin pour la messe. 
Plus de 1 200 établissements vinicoles, allant de la petite entité aux grandes sociétés, en assurent la distribution dans le monde. 

## Histoire

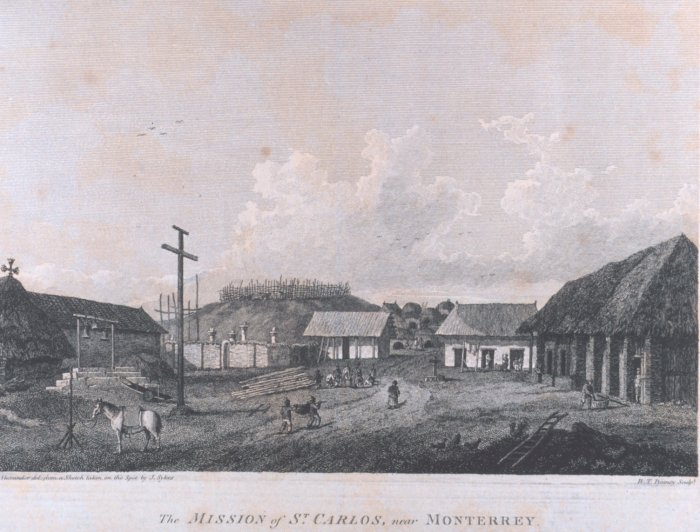
Fondation de la mission espagnole de Saint-Carlos près de Monterey.

Les vignes Vitis vinifera, une espèce de raisin de cuve originaire de la région méditerranéenne est introduite en Californie au XVIIIe siècle par les Espagnols, qui ont planté des vignobles à chaque mission qu'ils ont fondée. Le vin était utilisé pour les sacrements religieux ainsi que pour la vie quotidienne. Les boutures de vigne utilisées pour démarrer les vignobles proviennent du Mexique et du raisin noir commun apporté au Nouveau Monde par Hernán Cortés en 1520. L'association du raisin avec l'église lui vaut le nom de « raisin Mission », principal cépage de Californie jusqu'au XXe siècle. Au milieu du XIXe siècle, la ruée vers l'or attire de nouveaux colons dans la région, augmentant la population et la demande locale de vin. La nouvelle industrie viticole se développe en Californie du Nord autour des comtés de Sonoma et Napa. La première cave commerciale en Californie, la Buena Vista Winery, située à Sonoma est fondée en 1857 par Agoston Haraszthy. En 1859, John Patchett inaugure la première cave commerciale dans le comté de Napa. Au cours de cette période, apparaissent certains des plus anciens vignobles de Californie, notamment le Buena Vista Winery, le Gundlach Bundschu, le Inglenook Winery, le Markham Vineyards et le Schramsberg Vineyards. Les immigrants chinois contribuent au développement de l'industrie viticole californienne avec la construction de caves, la plantation de vignobles, le creusement des caves souterraines et la récolte du raisin. Avant l'adoption de la loi d'exclusion des Chinois afin d'encourager le « travail blanc » certains chinois travaillent comme vignerons. En 1890, la plupart des travailleurs chinois ont quitté l'industrie du vin.

### Phylloxéra et prohibition
La fin du XIXe siècle voit l'avènement de l'épidémie de phylloxéra, qui a déjà ravagé la France et d'autres vignobles européens. Les vignobles sont détruits et de nombreuses petites exploitations ferment. Cependant, le remède de greffage par porte-greffe de cépages résistants permet à l'industrie viticole californienne de rebondir et d'étendre la plantation de nouveaux cépages. Au tournant du XXe siècle, près de 300 cépages sont cultivés dans l'État, approvisionnant environ 800 établissements vinicoles. Le 16 janvier 1919, le 18e amendement marque le début de l'interdiction de l'alcool avec l'ordre de déraciner les vignobles et de détruire les caves. Certains vignobles et établissements vinicoles survivent en se convertissant à la production de raisin de table ou de jus de raisin ou restent actifs comme fournisseurs de vin sacramentel aux églises, exception autorisée par la loi. Cependant, la plupart font faillite. En 1933 quand la prohibition est abrogée, seulement 140 établissements vinicoles restent en activité.

### Ère moderne

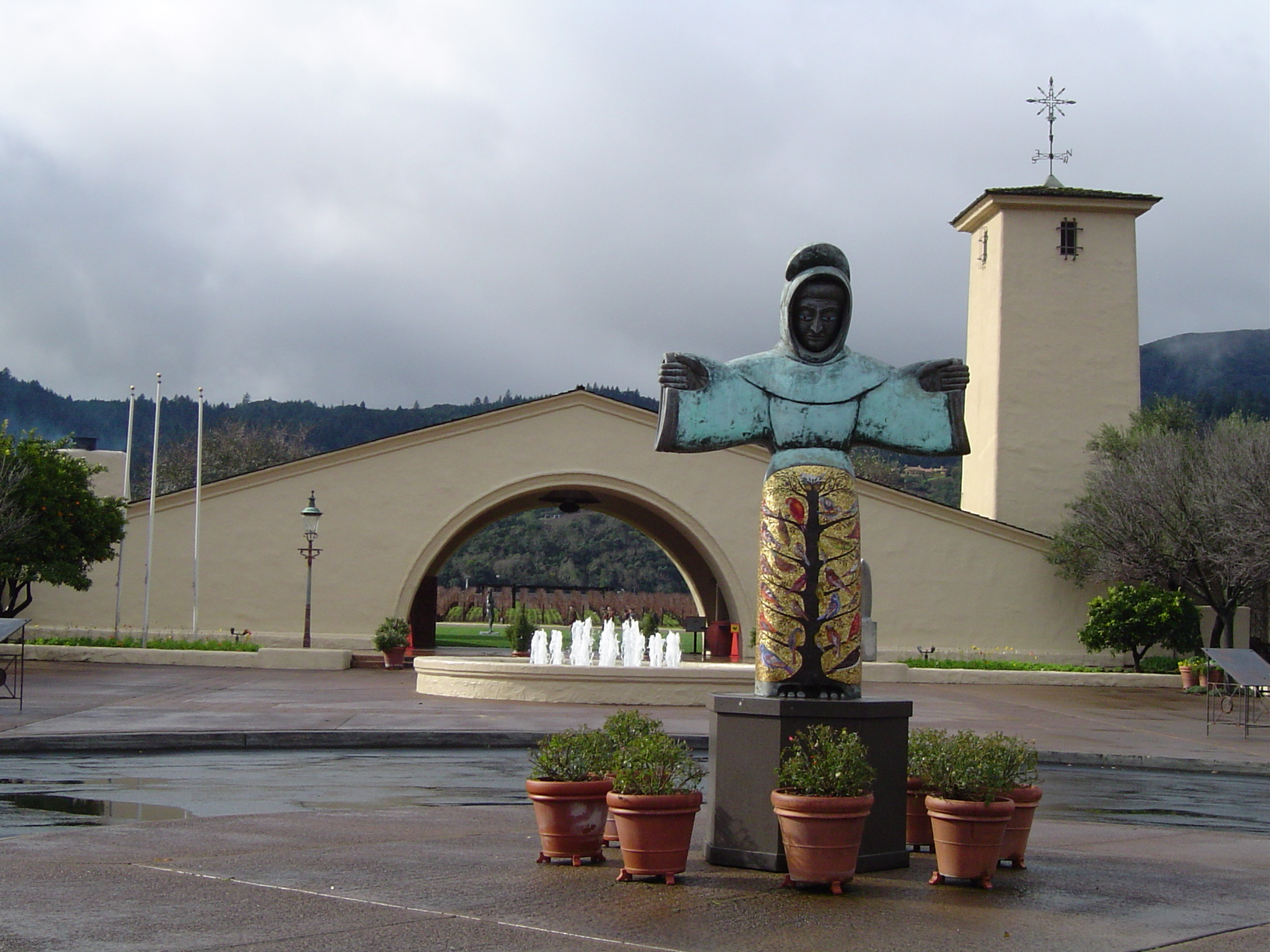
La cave Robert Mondavi a été conçue pour refléter l'histoire de la vinification des missions espagnoles.

Dans les années 1960, la Californie est principalement connue pour ses vins doux, style porto fabriqués à partir de raisins sans pépins de Carignan et Thompson. Cependant, une nouvelle vague de vignerons émerge inaugurant une période de renaissance du vin californien en mettant l'accent sur les nouvelles technologies de vinification et sur la qualité. Au cours de cette décennie divers vignobles sont créés, notamment Robert Mondavi, Heitz Wine Cellars et David Bruce Winery (Santa Cruz Mountains). Un changement d'orientation se produit en 1976 lorsque le marchand de vin britannique Steven Spurrier invite les producteurs de vins californiens à participer à une dégustation de vin à l'aveugle à Paris afin de comparer le meilleur vin de la Californie avec le meilleur Bordeaux et Beaujolais. Lors de l'événement connu sous le nom de Jugement de Paris, les vins californiens surprennent en s'imposant dans la compétition des vins dans les catégories des vins rouges et blancs permettant à la Californie de se faire remarquer et devenir l'une des principales régions viticoles du monde. En 2010, pour la première fois en 16 ans les ventes de vins de Californie baissent, touchant surtout le haut de gamme. Jon Fredrikson, président de Gomberg, Fredrikson & Associates déclare que les ventes de 3 $ à 6 $ la bouteille et de 9 $ à 12 $ la bouteille sont en croissance, mais celles à 20 $ stagnent et les ventes à l'étranger baissent.

## Climat et géographie

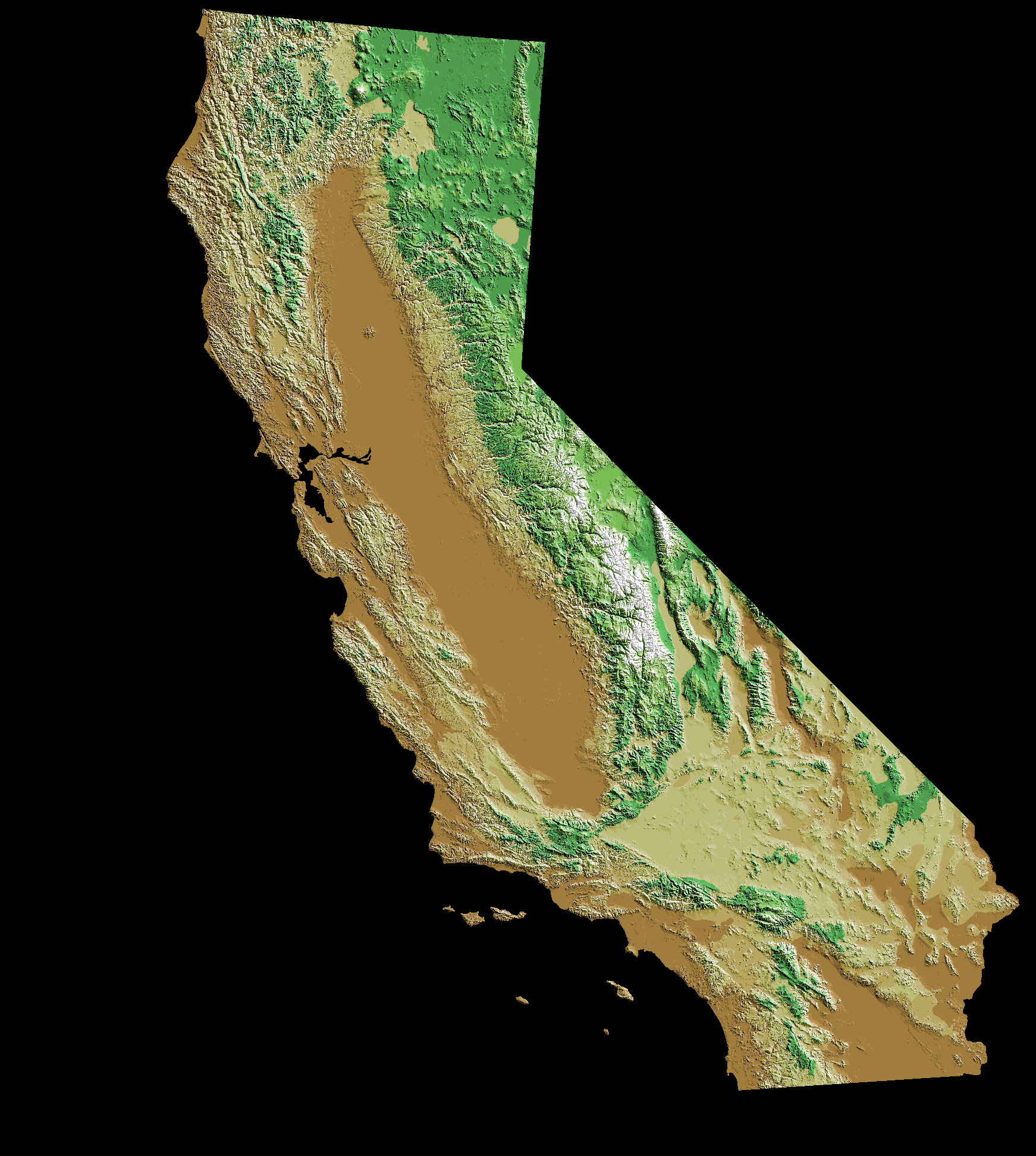
Masse continentale et élévations de la Californie.

La Californie est une région très diversifiée géologiquement et climatiquement favorisant une multitude de terroirs. La plupart des régions viticoles de l'État se situent entre la côte du Pacifique et la vallée centrale des États-Unis. L'océan Pacifique et les grandes baies, comme celle de San Francisco, avec ses vents frais et son brouillard modèrent la chaleur et l'ensoleillement. Alors que la sécheresse peut être un danger, la plupart des régions de la Californie reçoivent des quantités suffisantes de précipitations annuelles entre 615 et 1 150 mm pour les régions viticoles au nord de San Francisco et de 300 à 600 mm pour celles plus au sud. Les hivers sont doux avec au printemps peu de risques de dommages dus au gel. Pour protéger les vignes et limiter la menace du gel, les propriétaires utilisent des éoliennes, des arroseurs et des pots de maculage. 
Les régions viticoles de Californie sont généralement classées comme bénéficiant du climat de type méditerranéen. Néanmoins, il existe des régions avec des climats secs continentaux. La proximité du Pacifique, des baies et l'exposition aux vents frais apportent une relative fraîcheur à la région. Les zones entourées de barrières montagneuses, comme certaines parties des comtés de Sonoma et Napa, sont plus chaudes. Les types de sol et les formes de relief de la Californie varient considérablement, influencées par la tectonique des plaques nord-américaine et pacifique. Dans certaines régions, les sols sont si différents que les vignerons plantent la même variété de vigne dans le but de créer différents composants d'assemblage. Cette diversité est l'une des raisons pour lesquelles la Californie a autant de zones viticoles différentes et distinctes.

### Eau et irrigation
En Californie, par irrigation, un vignoble moyen utilise 318 gallons d'eau (1 204 litres) pour produire un gallon (3,78 litres) de vin. Cette moyenne dépend en partie de la région où les raisins sont cultivés, elle va de 243 gallons d'eau (1 000 litres) par gallon de vin dans la région de la côte nord à 471 gallons (1 783 litres) sur la côte centrale.

## Régions viticoles

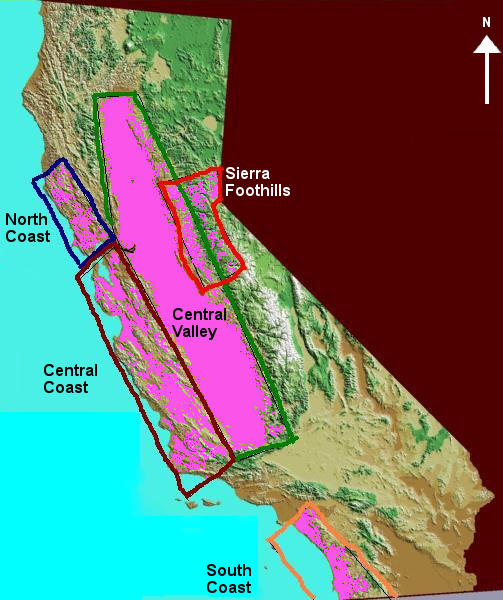
Emplacements des régions viticoles en Californie.

La Californie compte plus de 42,7 km2 plantés sur une zone couvrant plus de 2 736 km allant du comté de Mendocino à la pointe sud-ouest du comté de Riverside. Il existe plus de 107 zones viticoles américaines (AVA), dont les AVA Napa, Russian River Valley, Rutherford et Sonoma Valley. La vallée centrale, la plus grande région viticole de Californie s'étend sur 482,8 km allant de la vallée de Sacramento à celle de San Joaquin. Cette seule région produit près de 75 % de tous les raisins de cuve de Californie et comprend de nombreux producteurs de vin comme Gallo, Franzia et Bronco Wine Company. Les régions viticoles de Californie sont divisées en quatre régions principales :
Côte nord
Au nord de la baie de San Francisco elle comprend la majeure partie du Redwood Empire. La grande AVA de la côte nord couvre la majeure partie de la région. Les principales régions viticoles incluent la Napa Valley, le comté de Sonoma, le Mendocino et Lake County.
Côte centrale
Elle comprend la majeure partie de la côte centrale de la Californie et la zone au sud et à l'ouest de la baie de San Francisco jusqu'au comté de Santa Barbara. La grande AVA de la côte centrale couvre la région. Les régions viticoles notables dans cette région comprennent la vallée de Santa Clara, les montagnes de Santa Cruz, San Lucas, Paso Robles, Santa Maria Valley, Santa Ynez Valley, Edna Valley, Arroyo Grande Valley, Livermore Valley, Cienega Valley et San Benito. 
Côte sud
Elle comprend une partie du sud de la Californie, à savoir les régions côtières au sud de Los Angeles jusqu'à la frontière du Mexique. Les régions viticoles notables comprennent la vallée de la Temecula, la vallée de l'Antelope, la vallée de Leona, la vallée de San Pasqual et la vallée de Ramona. En outre, les établissements vinicoles de la vallée de San Luis Rey sont en train de créer une nouvelle AVA spécifique. 
Vallée centrale
Elle comprend la vallée centrale de la Californie et la Sierra Foothills. Les régions viticoles notables dans ce domaine incluent le Lodi AVA.

## Production

### Raisin et vin

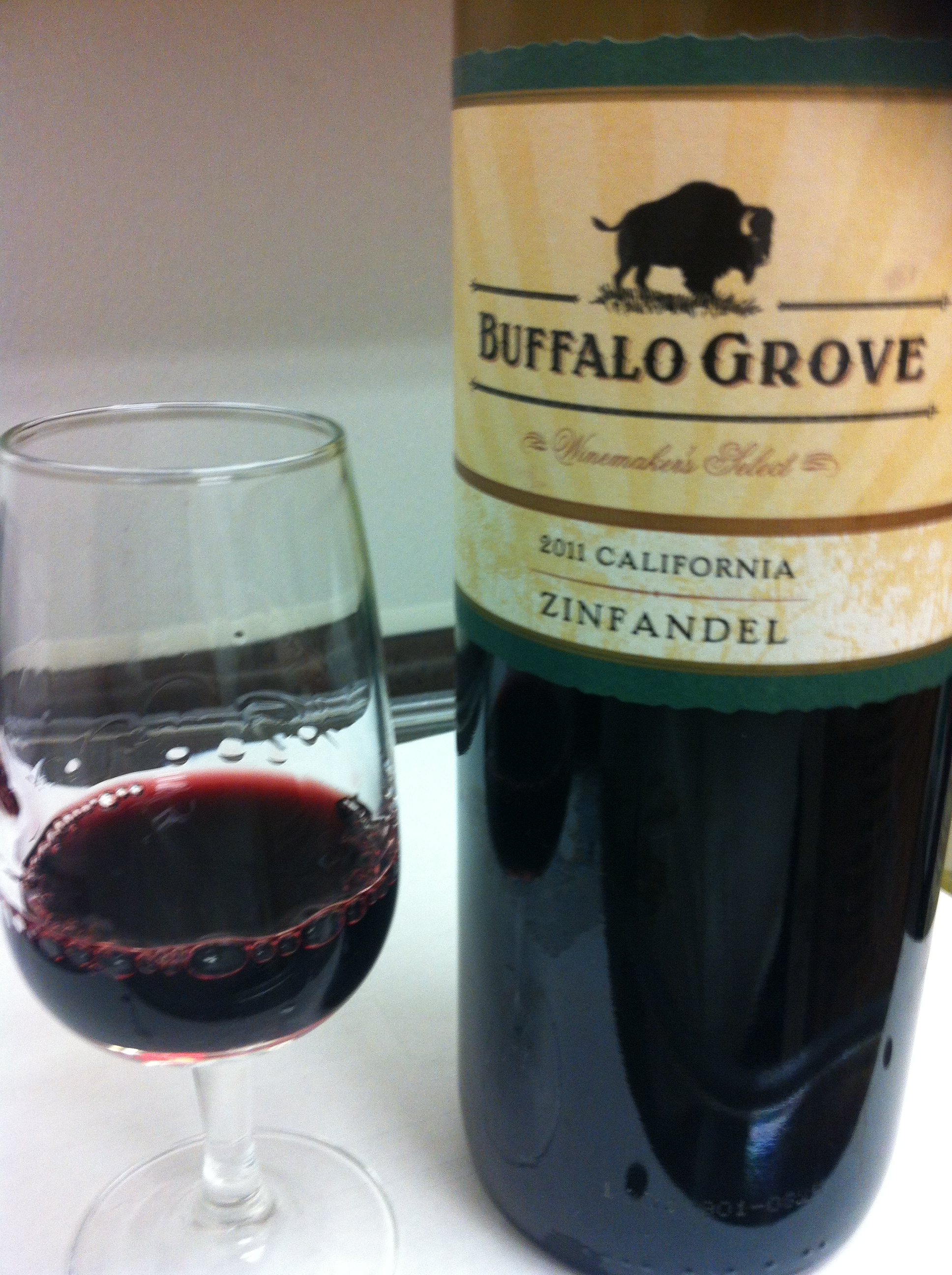
Un California Zinfandel.

Plus d'une centaine de cépages sont cultivés en Californie, dont le français, l'italien et l'espagnol ainsi que des raisins hybrides et de nouvelles variétés vitis vinifera développées au département de viticulture et d'œnologie d'UC Davis. Les sept principaux cépages sont :
- Cabernet sauvignon
- Chardonnay
- Merlot
- Pinot noir
- Sauvignon Blanc
- Syrah
- Zinfandel

Les autres cépages rouges comprennent le Barbera, le Cabernet Franc, le Carignan, le Grenache, le Malbec, le Mourvèdre, la Petite Sirah, le Petit Verdot, le Sangiovese et le Tannat. Les cépages blancs importants comprennent le Chenin blanc, le Colombard, le Gewürztraminer, la Marsanne, le Muscat Canelli, le Pinot blanc, le Pinot gris, le Riesling, la Roussanne, le Sémillon, le Trousseau gris et le Viognier. Jusqu'à la fin des années 1980, l'industrie viticole californienne est dominée par les cépages bordelais et le chardonnay. Des groupes de vignerons tels que les Rhone Rangers et une nouvelle vague de vignerons italiens nommés « Cal-Ital » apportent de nouveaux styles de vins élaborés à partir de variétés comme la Syrah, le Viognier, le Sangiovese et le Pinot gris. Le vignoble Bonny Doon de Santa Cruz est l'un des premiers établissements vinicoles à promouvoir ces cépages. La Californie produit des vins élaborés dans presque tous les genres de vins connus, y compris les vins mousseux, de dessert et fortifiés. Au début du XXIe siècle les vignerons remettent au goût du jour les cépages patrimoniaux comme le Trousseau gris et le Valdiguié. 

#### Styles de vins du Nouveau Monde

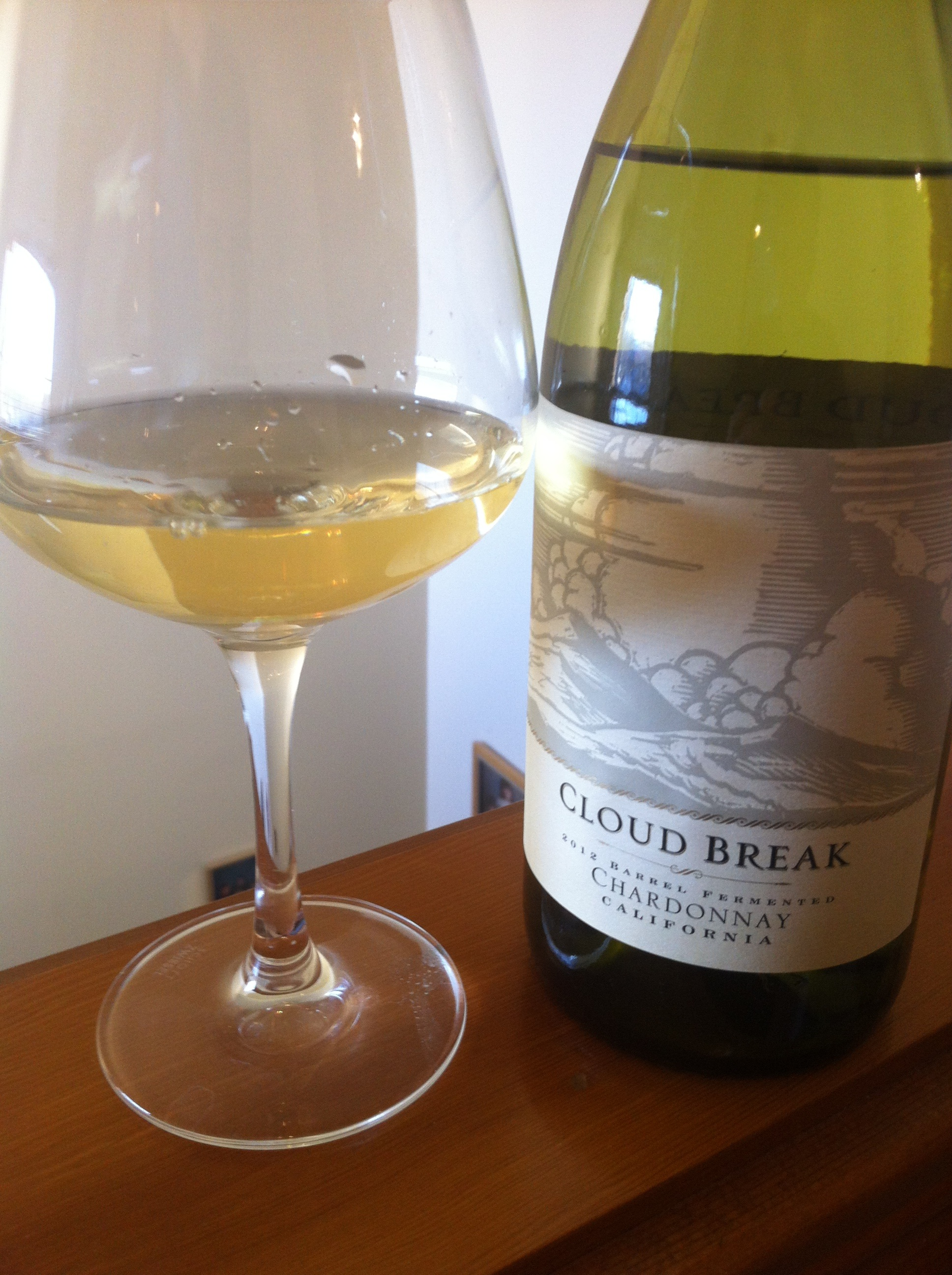
Un chardonnay de Californie fermenté en barrique.

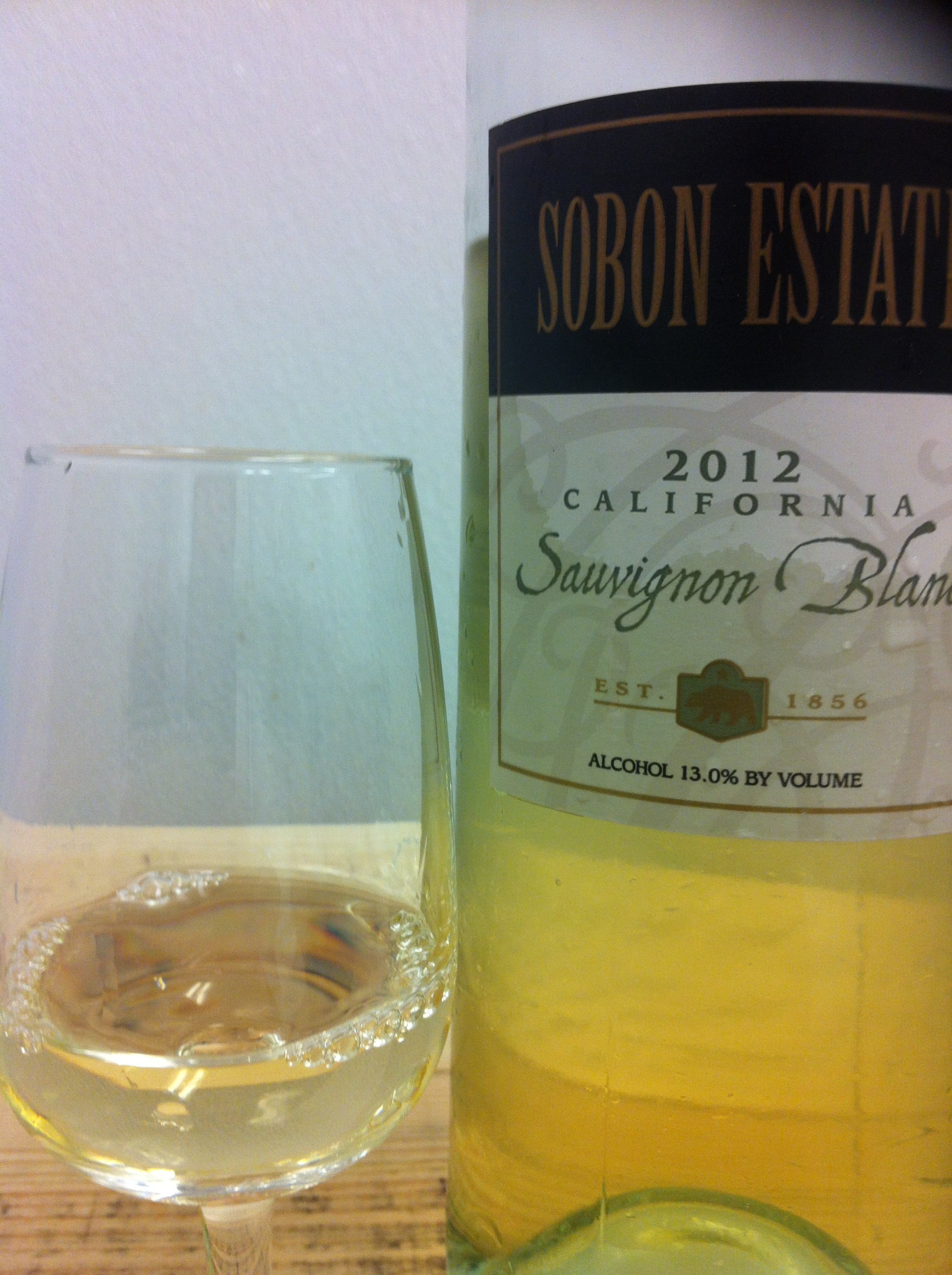
Un sauvignon blanc de Californie.

Alors que les vignerons produisent des vins dans des genres « vieux monde » ou européens, les californiens préfèrent les vins dits du « nouveau monde ». Le temps chaud et stable permet à de nombreux établissements vinicoles d'utiliser des fruits très mûrs créant un vin plus fruité au degré d'alcool plus élevé. De nombreux vins californiens titrent plus de 13,5 % d'alcool. Les vignerons californiens utilisent fréquemment la fermentation malolactique et le vieillissement en barrique de chêne. Les sauvignons blancs californiens ne sont pas aussi herbacés que les vins de la vallée de la Loire ou de la Nouvelle-Zélande et sont plus acides. Certains Sauvignons blancs sont élevés en fût de chêne, ce qui peut modifier radicalement le profil du vin. Robert Mondavi a lancé ce style Fume blanc adopté par d'autres vignerons californiens. Cependant, ce style ne désigne pas la totalité du vin élevé en fut de chêne. 
Le Cabernet Sauvignon de Californie a révélé la Californie du vin au monde lors de l’événement connu sous le nom de jugement de Paris. Sa caractéristique est une concentration de fruits qui produit des vins riches et luxuriants. Le merlot est largement planté dans les années 1990 en raison de sa grande popularité et constitue la vente la plus importante des vins du pays. De nombreux sites mal adaptés à la vigne ont commencé à produire des vins durs et sans caractère essayant d'imiter le cabernet. Le merlot, lorsqu'il est planté sur des sites favorables a tendance à produire un style moelleux et concentré. Le pinot noir californien prend généralement un style plus intense et fruité que les vins de Bourgogne ou de l'Oregon. Avant d'être abandonné au profit du Cabernet en 1998, le Zinfandel était le cépage rouge le plus planté en Californie. Le Zinfandel est un vin puissant et fruité avec une acidité élevée. Le Zinfandel blanc est un vin légèrement sucré. Bien que le raisin ait des origines européennes, le Zinfandel est considéré comme un raisin purement américain.

#### Vins mousseux et vins de dessert

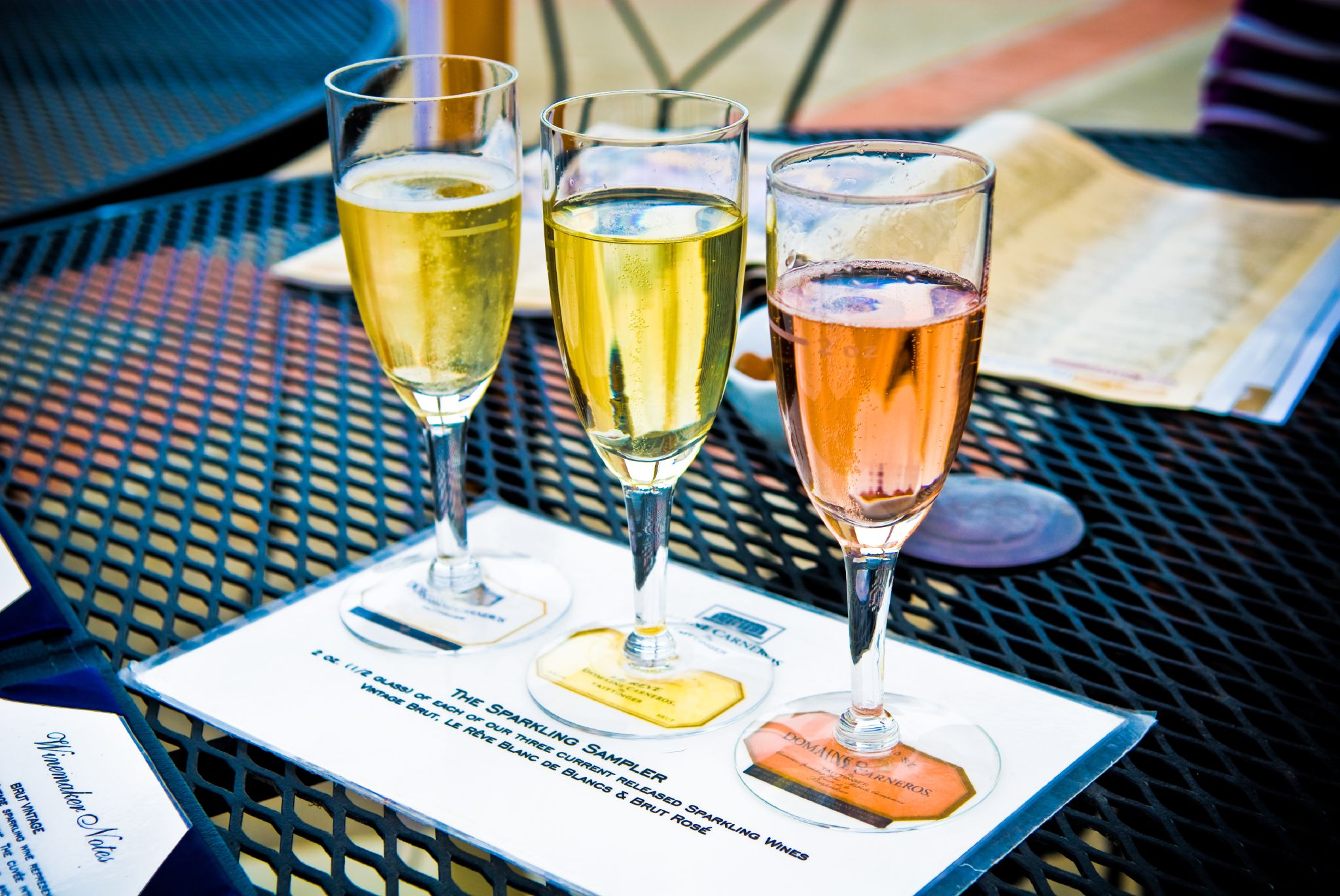
Vins mousseux produits par Domaine Carneros.

Le vin mousseux californien remonte aux années 1880 avec la fondation à Sonoma des caves de champagne Korbel (Korbel Champagne Cellars). Les frères Korbel ont fait du vin mousseux selon la méthode champenoise de Riesling, Chasselas, Muscat et Traminer. La plupart des vins mousseux californiens sont élaborés à partir des mêmes variétés utilisés en Champagne : le Chardonnay, le Pinot noir et Pinot Meunier. Certains établissements vinicoles utilisent également le Pinot blanc, le Chenin blanc et le Colombard. Les producteurs de haut de gamme utilisent la méthode champenoise (ou méthode traditionnelle) tandis que certains producteurs à « bas prix », comme la marque Andrea de Gallo ou Cook's de Constellation Brands, utilisent la méthode Charmat. Le potentiel de vin mousseux de qualité a incité les maisons de champagne à ouvrir des caves en Californie. Il s'agit notamment du Domaine Chandon de Moët et Chandon, du Domaine Carneros de Taittinger et du Roederer Estate de Louis Roederer. Bien qu'ils soient élaborés principalement avec les mêmes raisins et avec les mêmes techniques de production, les vins mousseux californiens ne se réclament pas du champagne. Les conditions climatiques optimales permettent à la plupart des producteurs de vin mousseux de faire un millésime daté chaque année alors qu'en Champagne, cela ne se produit que dans des années exceptionnelles. Depuis la renaissance du vin dans les années 1960, la qualité des vins de dessert et des vins mutés de Californie s'est améliorée. Beringer est l'un des premiers à créer un vin botrytisé à partir de Sauvignon blanc et de Sémillon. Le vin de Beringer est à base de raisins récoltés régulièrement, puis introduits dans la cave à spores Botrytis cinerea créées dans un laboratoire. Des vignerons californiens de l'Anderson Valley AVA ont trouvé des vignobles où cette pourriture noble peut se produire naturellement sur les raisins. Les AVA d'Anderson et d'Alexander Valley ont également développé des vins de vendange tardive à base de Riesling. Plusieurs vins de muscat de style français et italien sont produits en Californie et connus pour leurs arômes intenses et leur acidité équilibrée. Les vins de style porto sont fabriqués à partir de raisins traditionnels portugais comme Touriga Nacional, Tinta Cão et Tinta Roriz. Certains genres uniquement californiens sont fabriqués à partir de Zinfandel et de Petite Sirah.